# Li Stadelmann
Li Stadelmann (Würzburg, 20 januari 1900 - Gauting, 17 januari 1993) was een Duitse klaveciniste en pianiste.

## Levensloop
Li Stadelmann, in München gevestigd, werd klaveciniste en specialiseerde zich in de uitvoering van werk van Johann Sebastian Bach.
Tijdens de naziperiode behoorde ze tot de opportunisten die zich bij het nieuwe regime aansloten en ervoor beloond werden. Stadelmann werd in 1933 lid van de NSDAP en verklaarde: "Onze Duitse meesters zullen Duitse uitvoerders vinden". Zij was antisemiet en was van oordeel dat Joden niet thuis hoorden in de Germaanse cultuur en maatschappij. Ze was in die tijd een zeer bekende klavecimbelspeelster en een van de meest uitgenodigde vertolkers.
Na de oorlog doorliep ze het 'denazificatieproces' en hernam haar carrière als leraar piano en klavecimbel aan het conservatorium van München. In de eerste naoorlogse jaren woonde ze in Gauting en musiceerde daar, in primitieve omstandigheden, met Eugen Forster, Werner Häfele, Bruno Aulich en anderen. Stilaan hernamen de publieke optredens en werd haar verleden vergeten. Ze trad gewoonlijk op in Beierse traditionele klederdracht. Heel wat van haar uitvoeringen werden, in solo of met orkest, op grammofoonplaten opgenomen. Ze speelde vaak in duo met cellist Christian Döbereiner (1874-1961). Ze gaf veel partituren van oude meesters uit, die ze zelf bewerkte.
Onder haar leerlingen bevonden zich onder meer Eberhard Kraus, Hanns-Martin Schneidt, Genoveva Galvez, Erna Woll.
In 1965 was ze jurylid voor het eerste internationaal klavecimbelconcours in het kader van het Festival voor Oude Muziek in Brugge